# Jeanfrançois Prins

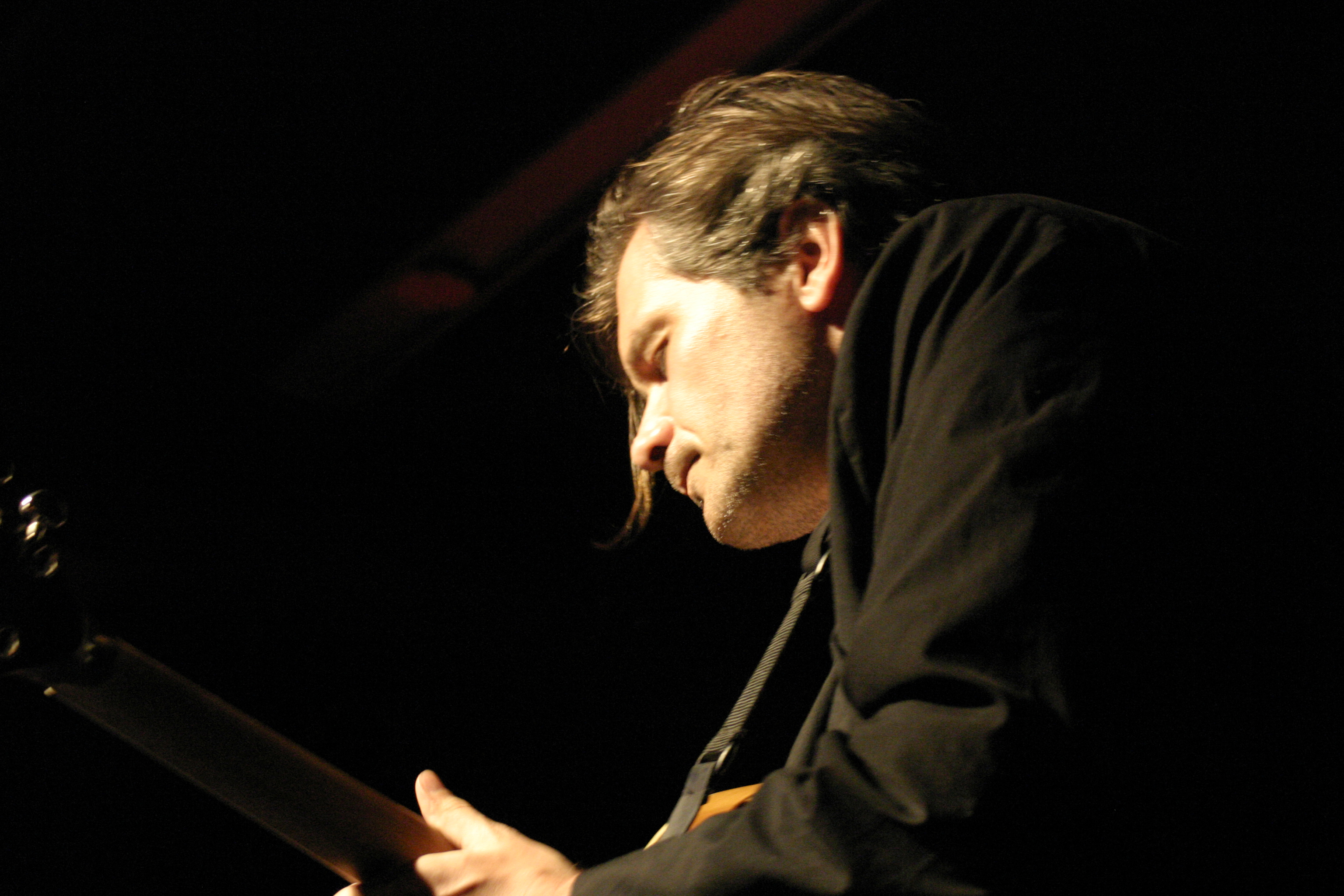
Jeanfrançois Prins, 2006

Jeanfrançois Prins (* 18. Februar 1967 in Brüssel) ist ein belgischer Jazzmusiker (Gitarre, Komposition, Stimme, Arrangements) und Musikproduzent.

## Leben und Wirken
Prins begann mit 17 Jahren als Autodidakt mit dem Gitarrenspiel. Zwei Jahre später leitete er seine eigene Band. Nach seiner Ausbildung zum Toningenieur studierte er in der Jazzklasse des Conservatoire Royal de Musique in Brüssel.
Prins tourte mehrfach mit Lee Konitz und legte sechs Alben mit eigenen Gruppen vor. Kompositionen von Prins wie etwa „New York Stories“ wurden auch von Toots Thielemans, Judy Niemack (Voices in Flight mit Jay Clayton), Kenny Werner, Michel Herr/Jack van Poll, der WDR Big Band Köln und der Danish Radio Big Band aufgenommen. Weiterhin arbeitete er mit Kenny Wheeler, Gary Bartz, Randy Brecker, Bill Evans, Kirk Lightsey, Gerard Presencer, Eddie Gomez, Jay Anderson, Peter Herbolzheimer, John Ruocco, Ivan Paduart, Bruno Castellucci,  Victor Lewis, Adam Nussbaum, Billy Hart, Gene Jackson, Ivan Lins, Andy Middleton, Jiggs Whigham, Bob Dorough, Jay Clayton, Sheila Jordan, Quincy Jones und Mal Waldron. Zudem begleitete er Erwin Schrott, Sacha Distel, Henri Salvador und Patti Austin.
Er ist auch auf Alben von Richard Rousselet, Michel Herr & Archie Shepp, Shigeko Suzuki, Sören Fischer, Darmon Meader, Meike Goosmann, Ulli Jünemann, Ernst-Ludwig Petrowsky, Maria Palatine, Stéphane Mercier, des Transitions Organ Duo, des Berlin Jazz Orchestra und der RIAS Big Band Berlin zu hören.
Prins heiratete 1998 die Sängerin Judy Niemack, mit der er in Berlin und New York City lebte. Seit der Scheidung 2016 lebt er wieder in Brüssel.
1999 wurde seine Karriere in einem Dokumentarfilm des Fernsehsenders RTBF dargestellt.

## Preise und Auszeichnungen
1991 wurde er als Studienabgänger mit dem ersten Preis am Brüsseler Konservatorium ausgezeichnet. Zudem erhielt er von der Vereinigung der belgischen Jazzjournalisten das Goldene Sax.

## Diskographische Hinweise
- N.Y. Stories (1991)
- Beauty and the Prince (1993, mit Judy Niemack und Fred Hersch)
- Lee Konitz & Jeanfrançois Prins Trio Live (1995)
- All Around Town (TCB Records 1999, mit Lee Konitz, Mike Richmond und Adam Nussbaum)
- Steve Davis/Jeanfrançois Prins Light (2001)
- El Gaucho (Challenge Records 2012, mit Rich Perry, Joris Teepe, Victor Lewis)[1]
- Charles Loos/Jeanfrançois Prins/Sébastien Walnier Avant un Rêve (2018)

## Lexikalische Einträge
- Scott Yanow The Great Jazz Guitarists – The Ultimate Guide 2013.